# Idaea flaveolaria
Idaea flaveolaria là một loài bướm đêm trong họ Geometridae.

## Hình ảnh

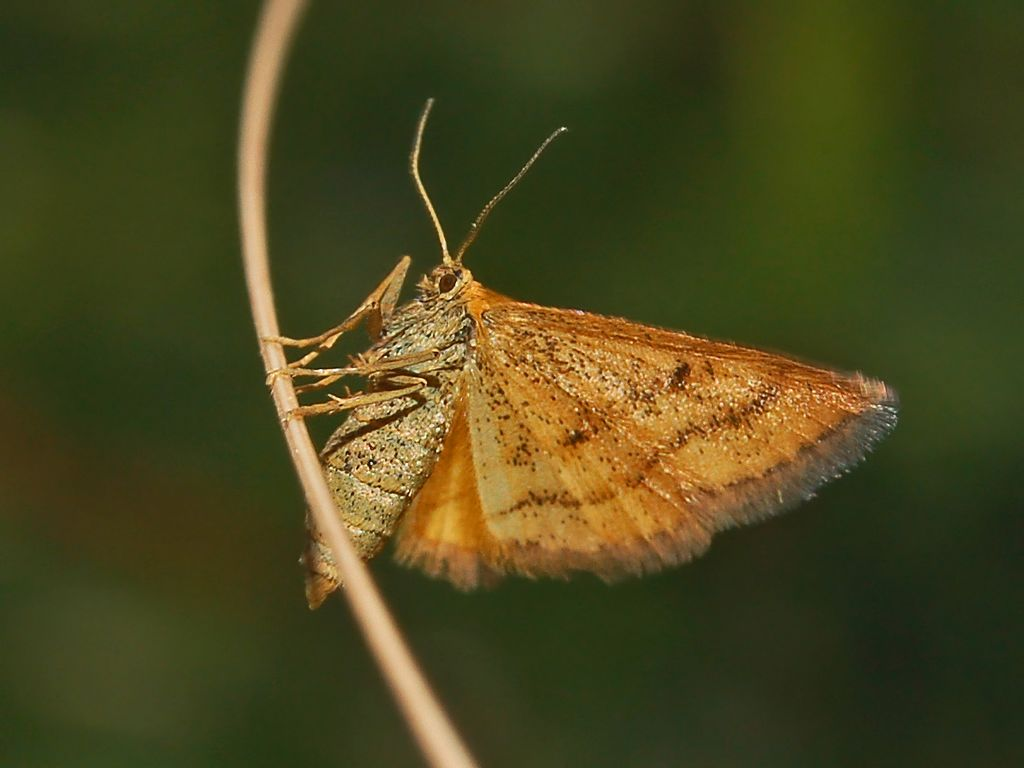